# Active Hexose Correlated Compound
L'Active Hexose Correlated Compound (AHCC) è un alfa-glucano prodotto dal micelio del fungo basidiomicete Lentinula edodes (shiitake).